# Liste der Monuments historiques in Bouhet
Die Liste der Monuments historiques in Bouhet führt die Monuments historiques in der französischen Gemeinde Bouhet auf.

## Liste der Bauwerke
| Bezeichnung          | Beschreibung                      | Standort | Kennzeichnung | Schutzstatus | Datum | Bild           |
| -------------------- | --------------------------------- | -------- | ------------- | ------------ | ----- | -------------- |
| Kirche Saint-Laurent | Chor und Apsiden, 12. Jahrhundert | (Lage)   | PA00104629    | Classé       | 1911  | weitere Bilder |

## Liste der Objekte
| Bezeichnung          | Beschreibung                                                      | Standort                                                                                                  | Kennzeichnung | Schutzstatus | Datum | Bild |
| -------------------- | ----------------------------------------------------------------- | --- | ------------- | ------------ | ----- | ---- |
| Glocke               | Bronze, 1766                                                      | in der Kirche Saint-Laurent (Lage)                                                                        | PM17000046    | Classé       | 1942  |      |
| Kelch und Patene     | Silber, vergoldet, von Jean Baptiste Garnier nach 1838 gearbeitet | ursprünglich in der Kirche Saint-Laurent, heute in der Mairie von Saint-Sauveur-d’Aunis aufbewahrt (Lage) | PM17001519    | Inscrit      | 1988  |      |
| Liturgische Gewänder | Kasel, Stola, Manipel; Seide, zweite Hälfte des 18. Jahrhunderts  | in der Kirche Saint-Laurent (Lage)                                                                        | PM17001685    | Inscrit      | 1991  |      |